# Vanavälja (Palamuse)
Vanavälja – wieś w Estonii, w prowincji Jõgeva, w gminie Palamuse.